# Else von Guaita

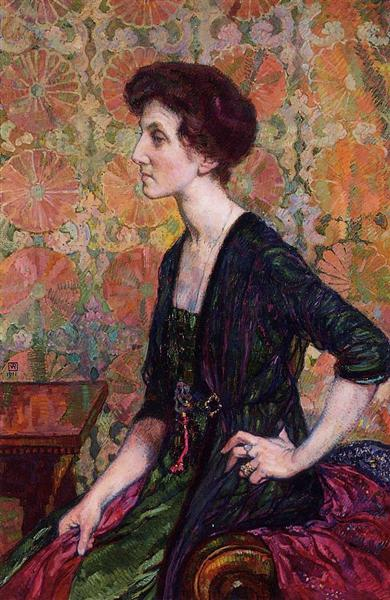
Theo van Rysselberghe: Porträt Else Lampe von Guaita, 1911

Else Fernande Helene von Guaita (4. Februar 1875 in Frankfurt am Main – 7. Januar 1963 in Bergen bei Traunstein) war eine deutsche Einbandkünstlerin. Sie war Schülerin von Henry van de Velde in dessen kunstgewerblichen Seminar in Weimar und Fachschülerin im Buchbindeatelier von Otto Dorfner an der Kunstgewerbeschule Weimar sowie am Staatlichen Bauhaus in Weimar.

## Leben
Else Fernande Helene von Guaita war Tochter von Johanna Pauline Fellner und Louis Hermann Freimund von Guaita, einer traditionsreichen Frankfurter Adelsfamilie. Zu ihrer Kindheit und Jugend ist bislang nichts bekannt. Am 27. Juli 1896 heiratete sie den Pianisten Walter Lampe in Konstanz. Ein Jahr später wurde in Berlin ihr Sohn Georg, 1898 ihr Sohn Geburt Rudolf geboren.
Die Familie wohnte zunächst in Berlin-Charlottenburg, wo sie Kontakt zu Dora Hitz hatte. 1900 bis 1906 lebte sie in München, wo sie Henry van de Velde kennen lernte. 1906 zog sie nach Weimar, wo sie die Anfänge der Großherzoglich-Sächsische Kunstgewerbeschule Weimar miterlebte; mit 31 Jahren wurde sie dort am 1. Oktober 1907 aufgenommen. Es kann nicht gesagt werden, ob Else von Guaita bereits Erfahrungen im Bereich des Büchermachens hatte, bevor sie nach Weimar kam oder eine Buchbinderausbildung abgeschlossen hat. Auf jeden Fall scheint sie in diesem Zeitraum auch in anderen Städten gewohnt zu haben, so beispielsweise 1908 nahe der Champs Elyssées in Paris und in Marly, wo sie mit ihrer Verwandten Sissi Brentano zusammen lebte. In Weimar entwarf van de Velde Teile der Wohnungseinrichtung für das Ehepaar Guaita-Lampe, das Teil der intellektuellen Elite rund um Harry Graf Kessler wurde und Bekanntschaft mit Größen der dortigen literarischen Szene wie Gerhart Hauptmann, Elisabeth Förster-Nietzsche oder Rainer Maria Rilke machte. 1913 wurde die Ehe geschieden und Else von Guaita-Lampe verwendete wieder ihren Mädchennamen von Guaita. Nach der Scheidung entwickelte sich aus dem Arbeitsverhältnis mit van de Velde eine tiefe persönliche Bindung, die zu einer intimeren Beziehung wurde. Van de Veldes Ehefrau Maria van de Velde, die ebenfalls mit Else bekannt war, wusste von der Affäre, wie aus Briefen hervorgeht. Von Guaita zog nach Bergen in der Nähe von Traunstein, wo sie in der Nähe von Sissi Brentano und Anna Simons bis zu ihrem Tod am 7. Januar 1963 lebte.

## Werk

### Kunstgewerbeschule und Bauhaus
Von Guaita lernte in der Buchbindewerkstatt bei dem Buchbindemeister Otto Dorfner, wo sie zahlreiche Mappen, Lederkassetten und Einbände gestaltete, unter anderem für Henry van de Velde. Mit seinen Schülern schuf Dorfner auch die Luxus-Ausgaben des Insel-Verlages, ob Else von Guaita daran beteiligt war, ist jedoch unklar. Zudem nahm sie zwischen dem 1. und 20. Februar 1909 am Schriftkursus von Anna Simons teil. Sie gestaltete nach Entwürfen van de Veldes weitere Einbände der Ausgabe „Also sprach Zarathustra“ von Friedrich Nietzsche, die Elisabeth Förster-Nietzsche zum 70. Geburtstag gewidmet wurden. Im Schuljahr 1910/11 erhielt von Guaita eine Auszeichnung in der Buchbinderei. Van de Velde bescheinigte ihren Einbänden, sie hätten vielleicht nicht ganz die Perfektion ihres Meisters Dorfner erreicht, seien „ihm aber an künstlerischer Sensibilität überlegen.“ Van de Velde empfahl 1914 Else von Guaita auch an Katharina Kippenberg zur „Internationalen Ausstellung für Buchkunst und Graphik“ (BUGRA), wo sie in der Sonderausstellung „Die Frau im Buchgewerbe“ vertreten war. Am 1. Oktober 1915 verließ von Guaita die Weimarer Kunstgewerbeschule. Ein großer Teil der von van de Velde entworfenen Stempel blieb in ihrem Besitz. Von Guaita schenkte Prägestempel aus den Jahren 1908 und 1909 nach Henry van de Velde dem Osthaus Museum Hagen und aus den Jahren 1910 bis 1914 dem Münchner Stadtmuseum.
1917 zog Else von Guaita zunächst innerhalb Weimars um; am 13. Dezember 1919 fragte sie per Telegramm an die „Dorfner Buchbinderei, Kunstgewerbeschule Weimar“, die jetzt zum Staatlichen Bauhaus gehörte, nach einem Platz zum 1. März, woraufhin ihr Dorfner antwortete: „Buchbinderei überfüllt. Eintritt als Fachschülerin für beschränkte Zeit von höchstens 2 Monaten möglich.“ In einem Telegramm im Februar stimmte sie (in konsequenter Kleinschreibung) zu „annehme dankend erlaubnis als fachschülerin buchbinderei maerz april einzutreten – von guaita“. Entsprechend verbrachte sie die beiden Monate in der Buchbinderei am Weimarer Bauhaus. Für 1921 ist wieder ein Aufenthalt am Bauhaus nachgewiesen, diesmal jedoch privat, da keine Hospitanten mehr aufgenommen werden durften. Für Harry Graf Kessler entwarf von Guaita mehrere Bucheinbände, die sie auch ausführte.

### Einbandgestaltungen (Auswahl)
Fritz von Unruh: Ein Geschlecht, 1917 (Einbandgestaltung: Else von Guaita)
Verhaeren (Einbandgestaltung: Else von Guaita)
Hamlet (Einbandgestaltung: Else von Guaita)
Hugo von Hofmannsthal: Alkestis, 1913 (Einbandgestaltung: Else von Guaita)
Die Eclogen des Vergils, 1926 (Einbandgestaltung: Else von Guaita)
Lord Byron: Manfred, 1914 (Einbandgestaltung: Else von Guaita)
Johann Wolfgang von Goethe: Natur-Fragment, vor 1914 (Einbandgestaltung: Else von Guaita)
Laotse, vor 1914 (Einbandgestaltung: Else von Guaita)
Friedrich Nietzsche: Also sprach Zarathustra 1910/1916 (Einbandgestaltung: Else von Guaita)
Paul Fechter: Die Tragödie der Architektur. Weimar: Erich Lichtenstein, 1922 (Handeinband Else von Guaita)